# Orthopelma mediator
Orthopelma mediator är en stekelart som först beskrevs av Carl Peter Thunberg 1822.  Orthopelma mediator ingår i släktet Orthopelma och familjen brokparasitsteklar. Arten är reproducerande i Sverige. Inga underarter finns listade i Catalogue of Life.